# Prix Boréal
Der Prix Boréal ist ein kanadischer Literaturpreis, der seit 1980 jährlich für französischsprachige Werke aus dem Bereich der Science-Fiction und Phantastik verliehen wird. Die Preisträger werden aufgrund einer Vorauswahl durch eine Jury von den Teilnehmern des Congrès Boréal gewählt, einer an wechselnden Orten in Quebec stattfindenden Science-Fiction-Convention. Ausgezeichnete Werke müssen in den beiden vorhergehenden Jahren publiziert worden sein.
Seit 2011 wurden die Preiskategorien für besten Roman, beste Kurzgeschichte und bestes kritisches bzw. sonstiges Werk mit dem Prix Aurora zusammengelegt. Der entsprechende Preise ist der Prix Aurora-Boréal.

## Preisträger
Bester Roman/Anthologie (Meilleur roman/recueil)
- 2018 Karoline Georges: De synthèse
- 2017 Ariane Gélinas: Les Cendres de Sedna
- 2016 Philippe-Aubert Côté: Le Jeu du Démiurge
- 2015 Élisabeth Vonarburg: Hôtel Olympia
- 2014 Sébastien Chartrand: L'Ensorceleuse de Pointe-Lévy / Ariane Gélinas: L’île aux naufrages
- 2013 Ariane Gélinas: Transtaïga
- 2012 Éric Gauthier: Montréel
- 2010 Laurent McAllister: Suprématie
- 2009 Éric Gauthier: Une Fêlure au flanc du monde
- 2008 Joël Champetier: Le Voleur des steppes
- 2007 Élisabeth Vonarburg: La Princesse de vengeance
- 2006 Élisabeth Vonarburg: Reine de mémoire, vol. 1 et 2
- 2005 Sylvie Bérard: Terre des autres
- 2004 Alain Bergeron: Phaos
- 2003 Joël Champetier: Les Sources de la Magie
- 2002 Laurent McAllister: Le Messager des orages
- 2001 Patrick Senécal: Aliss
- 2000 Yves Meynard: Le Livre des chevaliers
- 1999 Francine Pelletier: Samiva de Frée
- 1998 Alain Bergeron: Corps-machines et rêves d’anges (Anthologie)
- 1997 Élisabeth Vonarburg: Les Rêves de la mer
- 1996 Yves Meynard: La Rose du désert (Anthologie)
- 1995 Daniel Sernine: Manuscrit trouvé dans un secrétaire
- 1994 Jacques Brossard: L’Oiseau de feu Band 2B: Le Grand projet
- 1993 Élisabeth Vonarburg: Chroniques du Pays des Mères
- 1992 Joël Champetier.: La Taupe et le dragon /  Daniel Sernine: Boulevard des étoiles (Anthologie, Bände 1 und 2)
- 1991 Joël Champetier: La Mer au fond du monde
- 1990 Jacques Brossard: L’Oiseau de feu Band 1: Les Années d’apprentissage
- 1989 Guy Bouchard: Les Gélules utopiques…
- 1988 Francine Pelletier: Le Temps des migrations (Anthologie)
- 1987 Esther Rochon: Coquillage
- 1986 Esther Rochon: L’épuisement du soleil
- 1985 nicht verliehen
- 1983
  - Science-Fiction: Pierre Billon: L’Enfant du cinquième Nord
  - Phantastik: André Carpentier: Du pain des oiseaux (Anthologie)
- 1982
  - Science-Fiction-Roman: Élisabeth Vonarburg: Le Silence de la cité
  - Phantastik-Roman: Michel Bélil: Greenwich
  - Science-Fiction-Anthologie: René Beaulieu: Légendes de Virnie
  - Phantastik-Anthologie: Michel Bélil: Déménagement
- 1981 Jean-Pierre April: La Machine à explorer la fiction (Anthologie)
- 1980 Alain Bergeron: Un été de Jessica

Beste Kurzgeschichte (Meilleure nouvelle)
- 2018 Philippe-Aubert Côté: La nuit aux trois démons
- 2017 Élisabeth Vonarburg: Le Printemps de Krijka
- 2016 Jean-Louis Trudel: Garder un phénix en cage
- 2015 Joël Champetier: Pour son oeil seulement
- 2014 Jonathan Reynolds: La légende de McNeil
- 2013 Geneviève Blouin: Le Chasseur
- 2012 Ariane Gélinas: L'Enfant sans visage
- 2011 Philippe-Aubert Côté: Pour l'honneur d'un Nohaum
- 2010 Alain Bergeron: Ors blancs
- 2009 Jean-Louis Trudel: Le Dôme de saint Macaire
- 2008 Laurent McAllister: Sur la plage des épaves
- 2007 René Beaulieu: Un fantôme d’amour / Claude Bolduc: Toujours plus bas
- 2006 Éric Gauthier: Au jardin comme à la guerre (Solaris 155)
- 2005 Mehdi Bouhalassa: Anne de la Terre / Yves Meynard: À Yerusalom
- 2004 Mario Tessier: Du clonage considéré comme un des beaux-arts
- 2003 Sylvie Bérard: La Guerre sans temps
- 2002 Natasha Beaulieu: BM Zone
- 2001 Élisabeth Vonarburg: Les Dents du dragon
- 2000 Éric Gauthier: Souvenirs du Saudade Express
- 1999 Jean-Louis Trudel: Scorpion dans le cercle du temps
- 1998 Yves Meynard: Une Lettre de ma mère
- 1997 Élisabeth Vonarburg: Le Début du cercle
- 1996 Natasha Beaulieu: La Cité de Penlocke
- 1995 Alain Bergeron: L’Homme qui fouillait la lumière
- 1994 Yves Meynard: Le Sang et l’oiseau
- 1993 Yves Meynard: Convoyeur d’âmes
- 1992 Daniel Sernine: À la recherche de monsieur Goodtheim
- 1991 Joël Champetier: Cœur de fer
- 1990 Michel Martin [= Jean Dion und Guy Sirois]: La Tortue sur le trottoir
- 1989 Michel Martin [= Jean Dion und Guy Sirois]: Geisha blues
- 1988 Claude-Michel Prévost: La Marquise de Tchernobyl
- 1987 Alain Bergeron: Bonne fête, univers / Jean Dion: Une Chambre à l’ouest / Agnès Guitard: Contre-courant
- 1986 Agnès Guitard: Compost
- 1985 nicht verliehen
- 1983 Agnès Guitard: Les Virus ambiance
- 1982
  - Science-Fiction: Joël Champetier: Le Chemin des fleurs / Jean-François Somcynsky: Le Cœur du monde bat encore
  - Phantastik: Jean-François Somcynsky: Un Départ difficile
- 1981 René Beaulieu: Le Geai bleu / Jean-Pierre April: Télétotalité
- 1980 Jean-Pierre April: Jackie, je vous aime…

Bestes kritisches/sonstiges Werk (Meilleure production critique/Meilleur ouvrage)
- 2018 Jean-Louis Trudel: Petit Guide de la science-fiction au Québec
- 2017 Solaris
- 2016 Solaris
- 2015 Solaris
- 2014 Solaris
- 2013 Solaris
- 2012 Claude Janelle: Le Dictionnaire des auteurs des littératures de l’imaginaire en Amérique française
- 2011 Solaris
- 2010 Mario Tessier: Les Carnets du Futurible
- 2009 Mario Tessier: Les Carnets du Futurible
- 2008 Mario Tessier: Les Carnets du Futurible
- 2007 Claude Janelle: La Décennie charnière
- 2006 Mario Tessier: Les Carnets du futurible
- 2005 Joël Champetier: Une histoire des trente premières années de Solaris
- 2004 Pierre-Luc Lafrance / Jean-Louis Trudel
- 2003 Mario Tessier: Attention… Contact ! und Think Big !
- 2002 Alain Bergeron: L’anachorète dilettante, Gattaca, nous voici und Harry Potter
- 2001 Alain Bergeron: Une SF pour l’an 2000… et pour après
- 2000 Richard Saint-Gelais: L’empire du pseudo
- 1999 Alain Bergeron
- 1998 Hugues Morin
- 1997 Alain Bergeron
- 1996 Élisabeth Vonarburg
- 1995 Claude Janelle
- 1994 Guy Bouchard
- 1993 Élisabeth Vonarburg
- 1992 Luc Pomerleau
- 1991 Claude Janelle
- 1990 Luc Pomerleau
- 1989 Luc Pomerleau
- 1987 Norbert Spehner: Écrits sur le Fantastique
- 1985 nicht verliehen
- 1984 Luc Pomerleau
- 1983 Claude Janelle: Science-fiction et Fantastique au Québec
- 1982 Élisabeth Vonarburg: Écrire de la fiction
- 1981 Élisabeth Vonarburg

Künstlerisches Werk (Création artistique et audio-visuelle)
- 2018 Blade Runner 2049 von Denis Villeneuve
- 2017 Émilie Léger
- 2016 Grégory Fromenteau
- 2015 Émilie Léger
- 2014 Émilie Léger
- 2013 Eve Chabot
- 2012 Valérie Bédard
- 2011 Chantal Lajoie (Sybiline)
- 2010 Gabrielle Leblanc
- 2009 Chantal Lajoie (Sybiline)
- 2000 Guy England
- 1999 Guy England
- 1998 Jacques Lamontagne
- 1989 Sylvain Bellemare
- 1987 Mario Giguère
- 1986 Sue Krinard
- 1985 nicht verliehen
- 1984 André Côté
- 1983 Jean-Pierre Normand
- 1982 Pierre Djada Lacroix
- 1981 Jacques Lamontagne
- 1980 Mario Giguère

Weitere Boréal-Preise
- 2018 Fanzine: Horizons imaginaires
- 2017 Fanzine: Clair/Obscur
- 2016 Webzine: Alain Ducharme: La République du Centaure
- 2015 Fanzine: Clair/Obscur
- 2014 Blog: Geneviève Blouin: La Plume et le poing
- 2013 Fanzine: Brins d’éternité
- 2012 Fanzine: Brins d’éternité
- 2011 Fanzine: Brins d’éternité
- 2011 Fanzine: Brins d’éternité
- 2010 Fanzine: Brins d’éternité
- 2009 Fanzine-Herausgeber: Brins d’éternité
- 2008 Fan-Aktivität (Meilleure activité fanique ou semi-professionnelle): Brins d’éternité
- 2007 Fanzine-Herausgeber: Guillaume Voisine, für Brins d’éternité.
- 2006 Fanzine-Herausgeber: Mathieu Fortin, für Brins d’éternité
- 2005 Fanzine-Herausgeber: Mathieu Fortin, für Brins d’éternité
- 2000 Fanzine-Herausgeber: Pierre-Luc Lafrance, für Ailleurs
- 1999 Fanzine-Herausgeber: Hugues Morin
- 1998 Fanzine-Herausgeber: Hugues Morin
- 1988 Fanzine-Herausgeber: Jean Pettigrew, für seine Arbeit als ASFFQ-Herausgeber
- 1988 Sonderpreis Organisationskomitee (Prix spécial du comité organisateur): Redaktionskomitee von ASFFQ
- 1987 Fanzine-Herausgeber: Pierre D. Lacroix
- 1984 Mann des Jahres (Personnalité de l’année): Mario Giguère
- 1984 Bester Autor (Meilleur écrivain): Denis Côté
- 1979 Sonderpreis (Prix Spécial): Norbert Spehner für die Gründung von Requiem/Solaris.